# 安徽省潜川监狱
安徽省潜川监狱是中国安徽省省属监狱之一，隸屬于安徽省監獄管理局，为新收犯入监教育监狱。该监狱位于安徽省合肥市庐江县白湖镇，占地281亩。辖区以安徽省罪犯技术培训中心之名列为庐江县的一个类似乡级单位。
该监狱的主要职能是专门从事安徽省新收罪犯入监教育。

## 沿革
该监狱是在原安徽省罪犯技术培训中心的基础上，报经中华人民共和国司法部审批通过，在2009年12月组建的监狱。于2010年11月21日正式挂牌成立。该监狱是安徽省首座新收犯入监教育监狱。2010年11月21日该监狱举行了隆重的揭牌仪式暨皖中集团公司第八届工人技术比赛开幕式。